# Col de la Maloja
Le col de la Maloja (en romanche : pass dal Malögia) est un col de montagne routier des Alpes suisses, dans les Alpes rhétiques occidentales, situé à 1 815 mètres d'altitude sur la commune de Bregaglia dans le canton des Grisons. Il sépare le val Bregaglia au sud-ouest de l'Engadine, la haute vallée de l'Inn, au nord-est. La route qui le traverse, ouverte en 1828 reliant Chiavenna en Italie à Silvaplana en Suisse, a une longueur de 43 kilomètres et une déclivité maximale de 9 %. Elle fait partie de la route principale 3.
Il se situe sur la ligne de partage des eaux entre le Danube et le Pô.
L'ancienne route romaine est reconnue à l'inventaire des biens culturels d'importance nationale et régionale.

## Toponymie
Le toponyme « Maloja » dérive de l'ancienne racine mal, qui indiquerait un lieu situé à haute altitude, tandis que selon d'autres il dériverait du mot dialectal des bergers de la Valteline voisine, qui l'appelaient Maloggia, de maloss, qui désigne l'aulne, une plante très commune dans la région, soit « bosquet d'aulnes »[réf. nécessaire]. En romanche, le col s'appelle Malögia.

## Géographie
Le col est situé dans les Alpes rhétiques dans les Grisons, entre la chaîne de l'Albula au nord et de la chaîne de la Bernina au sud.
Il s'élève à 1 815 m d'altitude et relie la Valchiavenna/val Bregaglia avec l'Engadine, joignant les deux villes de Chiavenna et Saint-Moritz distantes de 50 km.
La large selle du col s'ouvre entre les piliers rocheux du Piz Lunghin au nord et du Piz da la Margna au sud. Sa ligne de partage des eaux marque la limite d'une part entre l'Italie géographique (à laquelle le val Bregaglia est rattaché) et le bassin méditerranéen, dans lequel convergent les eaux qui descendent avec la Mera dans le val Bregaglia (bassin versant du Pô), et d'autre part le bassin transalpin de la mer Noire, vers lequel coulent les eaux de l'Inn, traversant l'Engadine (bassin du Danube). À quelques kilomètres au sud du lieu de rencontre des trois lignes continentales au col du Lunghin. La morphologie du col est clairement asymétrique : du côté du val Bregaglia son versant plonge avec une paroi rocheuse jusqu'au fond de la vallée et la route le gravit avec de nombreux virages en épingle ; de l'autre côté, la vaste plaine de la haute Engadine, avec ses lacs et la route rectiligne pour atteindre le col.
Le col de la Maloja marque aussi une frontière linguistique car dans le val Bregaglia, situé au sud du bassin versant alpin, on parle le lombard et l'italien, tandis que le romanche et l'allemand sont répandus en Engadine.

### Distances et hauteurs de la route Chiavenna-Silvaplana

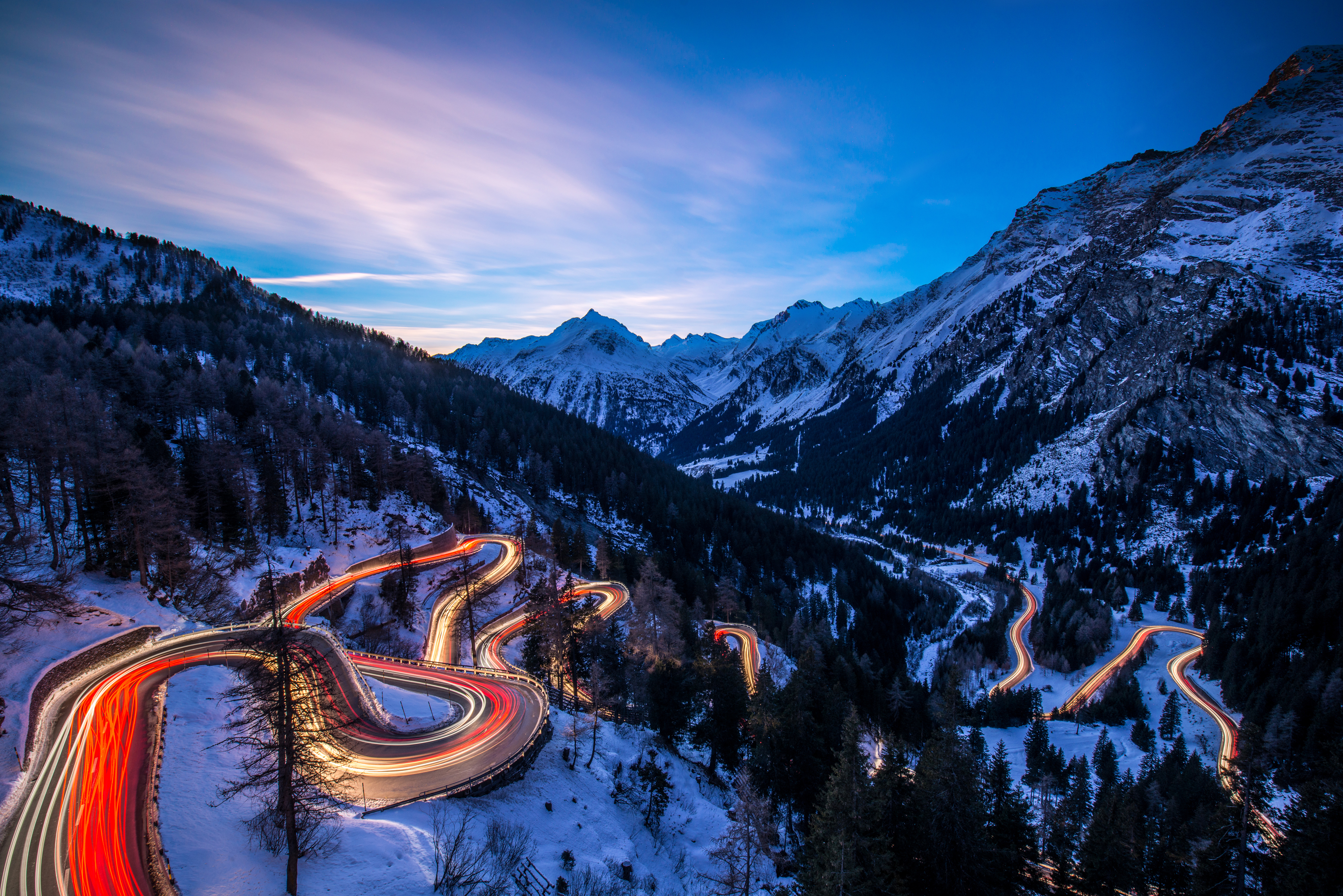
Le col de la Maloja.

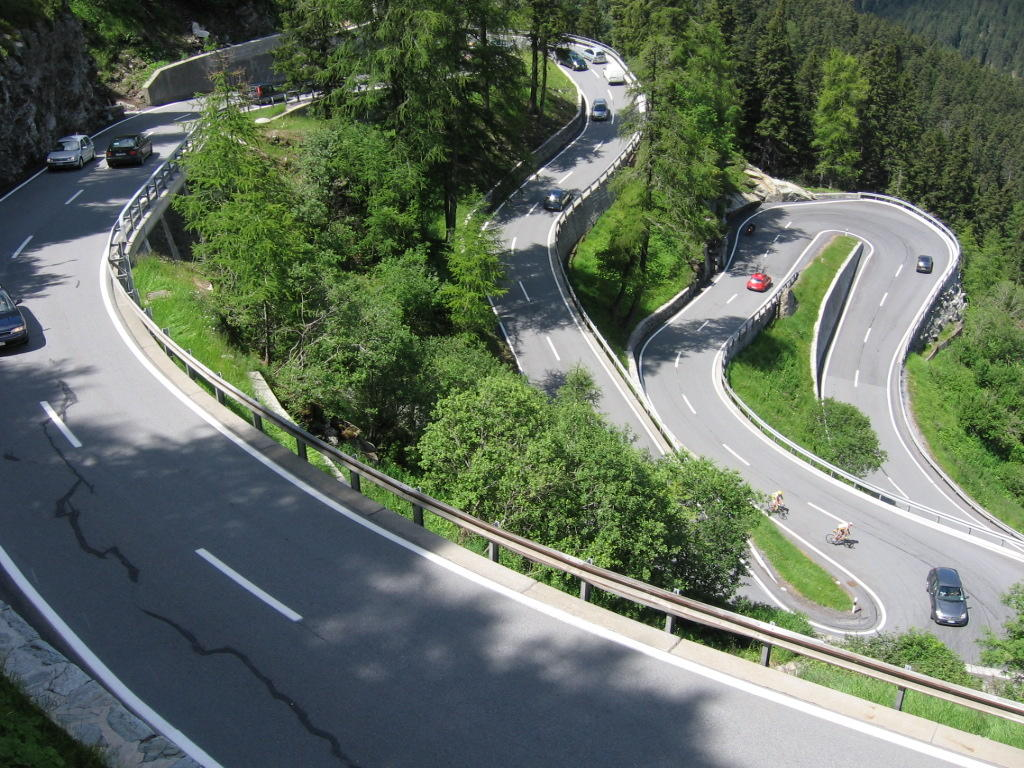
Derniers lacets du col.

| Localité       | altitude | distance | dénivellation | distance totale | dénivellation totale |
| -------------- | -------- | -------- | ------------- | --------------- | -------------------- |
| Chiavenna      | 325 m    | -        | -             | -               | -                    |
| Castasegna     | 696 m    | 10 km    | 371 m         | 10 km           | 371 m                |
| Promontogno    | 802 m    | 3 km     | 106 m         | 13 km           | 477 m                |
| Stampa         | 994 m    | 3 km     | 192 m         | 16 km           | 669 m                |
| Borgonovo (GR) | 1 029 m  | 2 km     | 35 m          | 18 km           | 704 m                |
| Vicosoprano    | 1 065 m  | 1 km     | 36 m          | 19 km           | 740 m                |
| Casaccia       | 1 458 m  | 8 km     | 393 m         | 27 km           | 1 133 m              |
| col            | 1 815 m  | 5 km     | 357 m         | 32 km           | 1 490 m              |
| Maloja         | 1 809 m  | 1 km     | −6 m          | 33 km           | 1 484 m              |
| Sils           | 1 798 m  | 7 km     | −11 m         | 40 km           | 1 473 m              |
| Silvaplana     | 1 802 m  | 4 km     | 4 m           | 44 km           | 1 469 m              |

### Géomorphologie
Il y a quelques centaines de milliers d'années, la vallée de l'Inn s'étendait beaucoup plus loin vers le sud-ouest et les vallées latérales les plus élevées du val Bregagalia actuel étaient les vallées sources de l'Inn. De l'autre côté, au sud de la principale crête alpine, la Mera, beaucoup plus abrupte, a érodé une vallée de plus en plus profonde vers le lac de Côme et la mer Adriatique. Les cours de la Mera, de l'Albigna et de l'Orlegna, dont le sens d'écoulement tourne jusqu'à 180° vers le sud-ouest, indiquent que ces eaux ont été détournées par le recul de l'érosion de la Mera. Il ne fait aucun doute que le val Duana et le val Maroz constituaient autrefois le cours supérieur de l'Inn.

## Histoire

### Origines

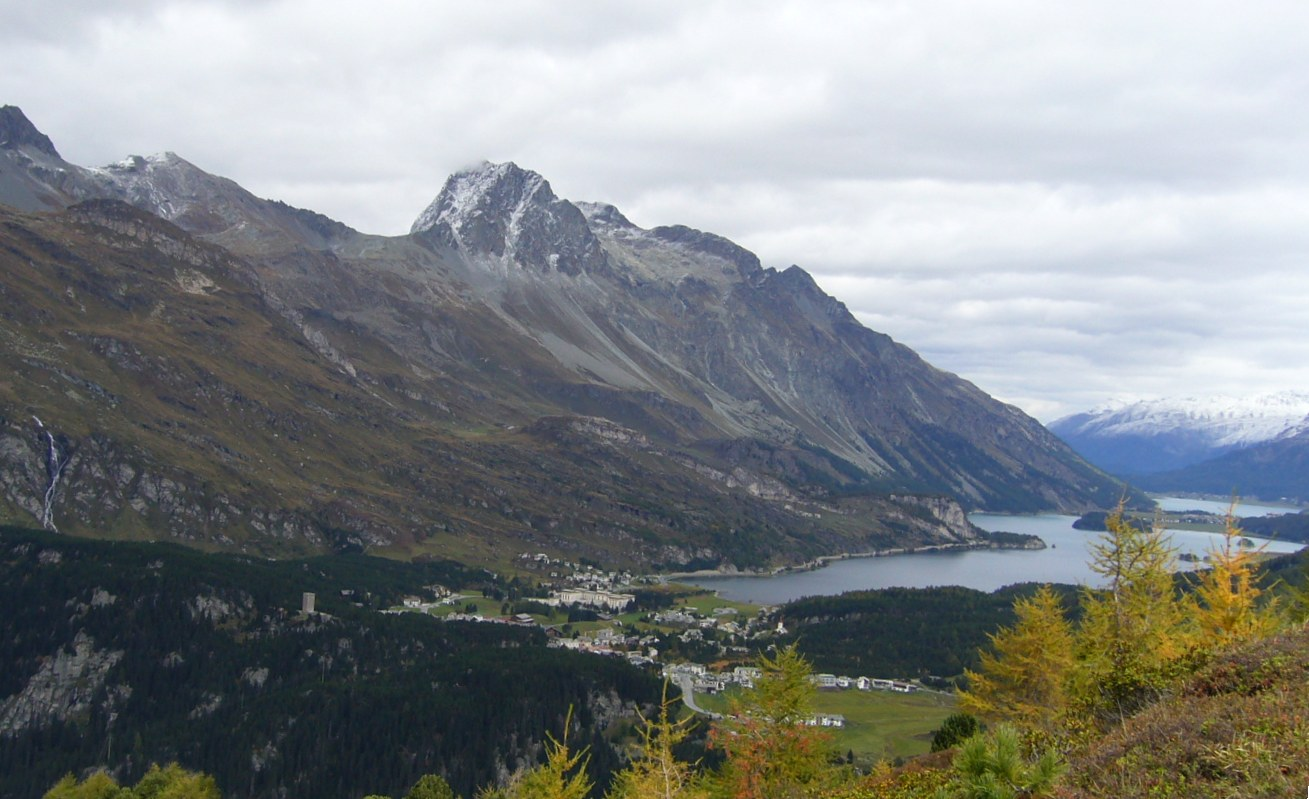
Vue du col avec la rampe sud-ouest raide (avant gauche) et le côté nord plat.

Le col de la Maloja est déjà d'une grande importance pour le trafic dans le passé. La particularité de ce col alpin est d'être très plat sur son côté nord et de descendre de manière abrupte dans le val Bregaglia au sud. De Chiavenna en Italie à Maloja, le chemin du col grimpe sur environ 32 km de 1 482 m, les 49 km suivants jusqu'au nord-est de Zernez présentant une différence d'altitude de 343 m. Cela se traduit par une variété de caractéristiques très différentes, y compris les phénomènes de vent et de nuages connus sous le nom de vent de Maloja.

### Voie commerciale
Le col de la Maloja est certes fréquenté depuis l'Antiquité, mais c'est avec la République romaine qu'il acquiert de l'importance avec le commerce vers les terres de Germanie, même si la proximité avec le tout aussi historique col du Septimer (Pass da Sett) a en partie conditionné son volume de trafic.
Les Romains tracent le premier chemin muletier sur la Maloja, qui tombe rapidement en désuétude. La question de savoir si ce chemin muletier est déjà praticable pour les charrettes est contestée aujourd'hui ; si ce n'est pas le cas au début, cela peut être possible pendant l'Antiquité tardive. Tout au long du Moyen Âge, la voie de la Maloja est existante, mais sans importance. Néanmoins, elle est construite, probablement au Moyen Âge tardif. Il s'agit vraisemblablement d'une réparation de l'ancienne voie romaine, car la Maloja n'était guère plus qu'une route de remplacement du col du Septimer.

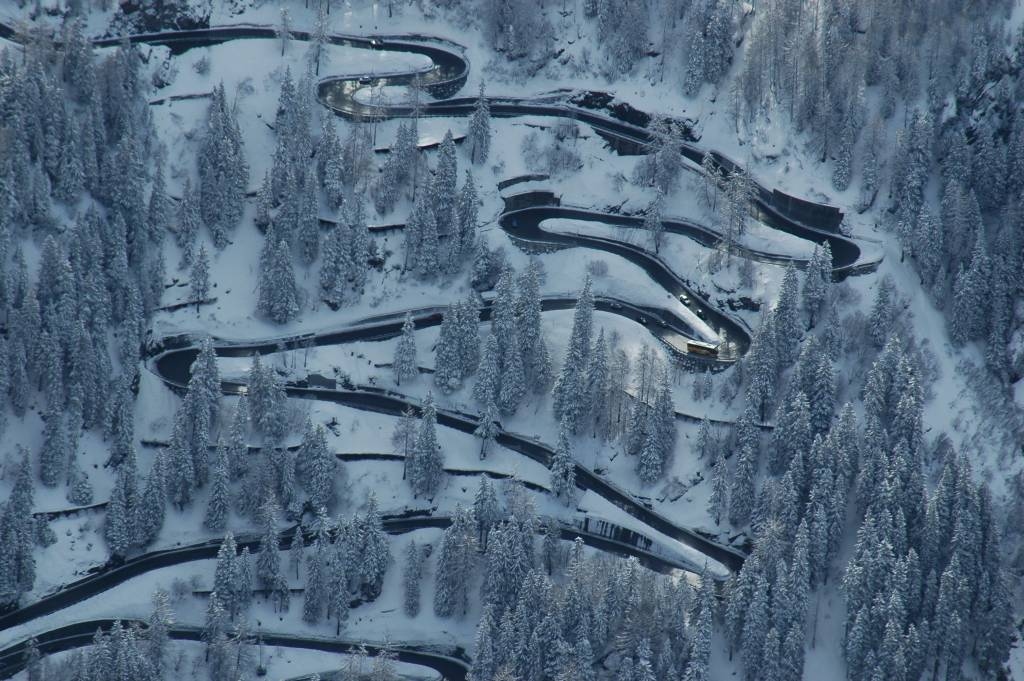
Vue des lavets sur la rampe sud-ouest du col de la Maloja.

La Maloja reprend de l'importance commerciale seulement du XVIe au XIXe siècle, jusqu'à l'ouverture de la voie moderne, en même temps que celle du col du Julier, en 1826-1828 ; l'évolution des transports et leur expansion lui font cependant préférer des itinéraires plus faciles et plus directs, sur lesquels il est plus aisé de tracer les grandes routes et les voies ferrées. Ce n'est qu'en 1776 qu'une petite route est construite. Dans les années 1827 à 1839, une route artificielle moderne est construite par Richard La Nicca avec 22 courbes, dont 13 lacets, sur la rampe sud-ouest. En 1840 commence le prolongement de la route moderne, qui se terminait jusqu'alors à Casaccia. Ce n'est qu'en 1859 qu'elle conduit à l'Italie. La route est bien adaptée à la circulation : à la fin du XIXe siècle jusqu'à 12 000 chevaux empruntant le col sont comptabilisés mensuellement. À partir de 1846, un service postal est établi entre Samedan et Chiavenna qui fonctionne régulièrement deux fois par semaine. Une calèche fournit initialement ce service et est remplacée par une « voiture alpine PTT » en 1922. Cette voiture alpine de la Poste suisse, un puissant Saurer de 40 chevaux, devait rouler sur la surface naturelle qui était encore courante à l'époque pendant un certain temps jusqu'à ce que la route cantonale soit goudronnée en 1934. En 1957, elle est largement modernisée.

### Projets
Un premier projet date du début du XVIIIe siècle et concerne un canal alpin Milan-Innsbruck qui devait desservir la navigation entre le Pô et le Danube.
Vers la fin du XIXe siècle, apparaissent des plans pour une ligne de chemin de fer sur le col de la Maloja. Willem-Jan Holsboer, figure de proue du développement du centre thermal et touristique de Davos et initiateur de la Ligne de Landquart à Davos-Platz inaugurée en 1890, présente le 25 janvier 1889 la demande de concession du prolongement de la ligne Landquart-Davos avec un tunnel du col de Scaletta jusqu'à Samedan, avec l'intention de continuer sur le col de la Maloja jusqu'à Chiavenna dans le cas où une concession déjà accordée à une autre entreprise n'arriverait pas à temps, ce qui devenait déjà évident. L'Assemblée fédérale accorde la licence le 27 juin 1889 selon le projet du Conseil fédéral du 21 juin de la même année,. Plus tard, cependant, il est décidé de mettre en œuvre la ligne de l'Albula au lieu de la ligne par le col de Scaletta. Le 15 octobre 1897, le Comité des chemins de fer d'Albula reçoit également la concession de la ligne de Samedan via Maloja à Castasegna,. Avec la décision fédérale du 17 décembre 1898, la concession est transférée aux Chemins de fer rhétiques, mais le projet n'est pas mis en œuvre par la suite.
Des études sont menées en 1898 pour un « Engadin-Orient-Bahn » à voie normale, qui mène de Coire, par un tunnel d'Albula et d'Ofenberg, jusqu'au Val Müstair, pour le compte d'Adolf Guyer-Zeller, président du conseil d'administration de la Chemins de fer du Nord-Est (NOB), ce qui en aurait fait la connexion la plus rapide entre l'Europe occidentale et la ville portuaire de Trieste. Une partie de la planification prévoyait également une connexion de l'Engadine par la Maloja à Chiavenna, en espérant que cela élargirait la zone de chalandise du chemin de fer.
Le col n'a toutefois pas connu de déclin car il a lié son destin au développement toujours croissant du tourisme, été comme hiver, qui a fait de l'Engadine l'une des régions privilégiées et les plus fréquentées des Alpes.

## Tourisme
La proximité des stations thermales de l'Engadine, distantes de quelques kilomètres et capables d'attirer des touristes tout au long de l'année, marque le caractère touristique du col. Le hameau de Maloja lui-même, situé au col, est une petite station touristique bien équipée avec des magasins, des hôtels, des restaurants et diverses installations sportives, sur les rives du lac de Sils. Durant la saison hivernale, elle constitue le « dernier arrêt » des pistes de ski de fond qui parcourent toute l'Engadine et est aussi le point de départ pour des itinéraires d'alpinisme et de ski au Piz Lunghin, au Piz da la Margna et les sommets au-dessus de la vallée du Forno, sur le côté nord-est du Pizzo Tre Signori où se trouve un grand glacier[Lequel ?]. De Maloja, à travers la vallée et le col de Muretto, il est également possible de rejoindre l'Italie en atteignant Chiesa in Valmalenco ou, de l'autre côté, de descendre à Bivio (le seul village au-delà des Alpes à parler italien[réf. souhaitée]) en passant par le col du Lunghin.

## Culture
Maloja est également connu pour avoir été la demeure, dans les dernières années de sa vie, du peintre Giovanni Segantini qui s'y installa en 1894 et y fut enterré en 1899, après sa mort quelques kilomètres plus loin, au-dessus de Pontresina, alors qu'il peignait. La maison dans laquelle le peintre a vécu et l'atelier adjacent, dans lequel il a créé certaines de ses œuvres les plus célèbres, aujourd'hui conservées au musée Segantini de Saint-Moritz, sont ouverts au public pour des visites ; un sentier thématique est également accessible, le Segantini Weg, qui traverse la plaine du col sur des chemins que Segantini lui-même suivait lors de ses promenades quotidiennes, sur le chemin duquel est bâti le petit cimetière dans lequel le peintre italien a été enterré.